# John Garand

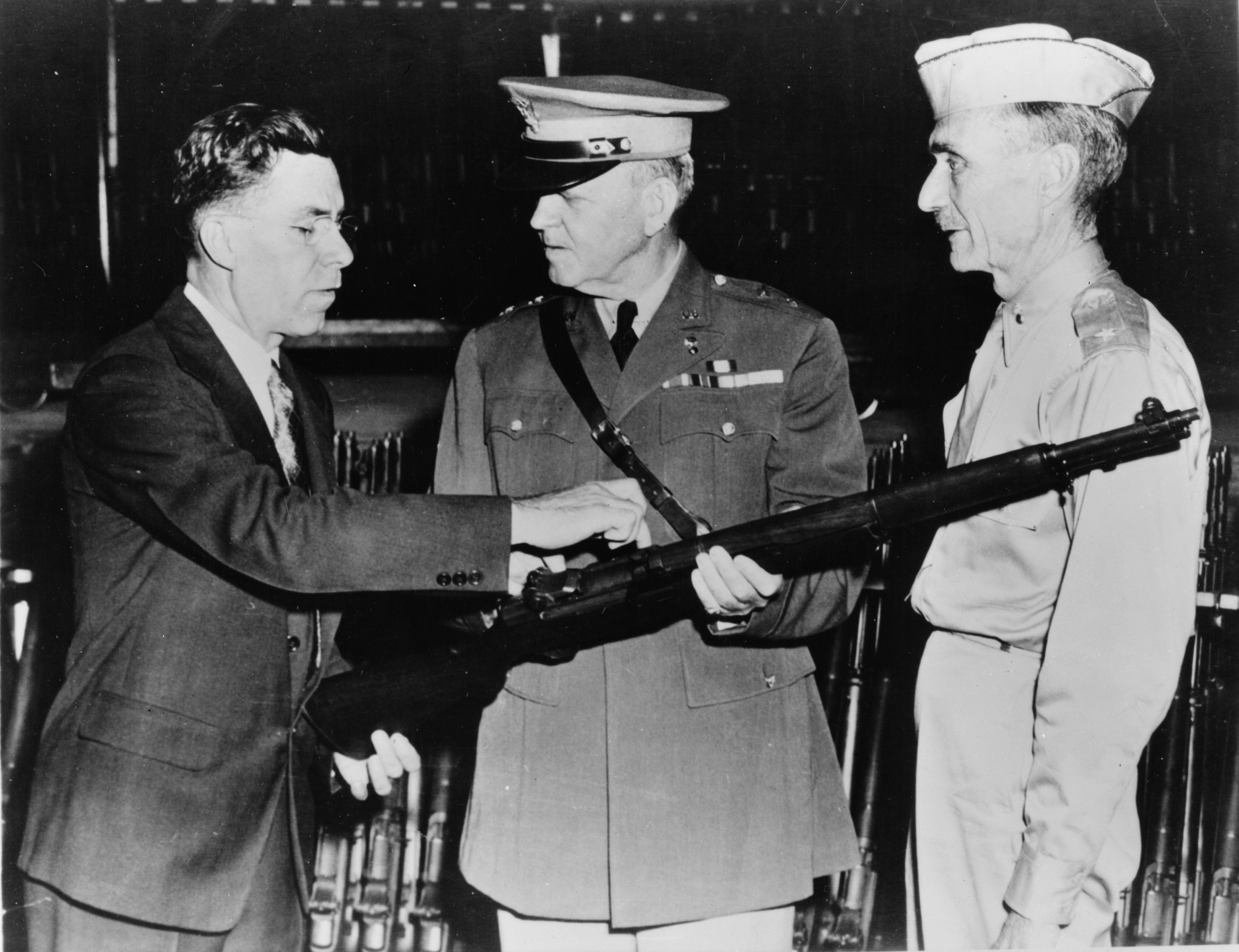
John Garand pokazujący swój karabin

John Cantius Garand (fr. Jean-Cantius Garand; ur. 1 stycznia 1888 w Saint-Rémi, zm. 16 lutego 1974 w Springfield) – amerykańsko-kanadyjski konstruktor broni palnej, najbardziej znany z zaprojektowania karabinu samopowtarzalnego M1 Garand, który wprowadzono na uzbrojenie Sił Zbrojnych Stanów Zjednoczonych.

## Życiorys
John Garand urodził się w Saint-Rémi w Quebecu, następnie przeprowadził się do Connecticut. Uczęszczał do szkoły do 12 roku życia, następnie pracował w fabryce tekstylnej, w której zgłosił swój pierwszy patent (automatyczna maszyna do nawijania szpulek) i awansował na operatora maszyny. Gdy nabrał niezbędnego doświadczenia został zatrudniony w fabryce narzędzi w Providence, jako projektant maszyn i urządzeń pomiarowych.
Z upodobania do maszyn oraz strzelania do celu zrodziło się hobby projektowania broni, które stało się zawodem Garanda w 1917. W tym bowiem roku amerykańska armia ogłosiła przetarg na projekt lekkiego karabinu maszynowego, który ostatecznie wygrał Garand uzyskując aprobatę Departamentu Wojny. Garand dostał stanowisko w Biurze Standardów oraz zadanie dopracowania projektu. Pierwszy model broni projektu Garanda zbudowano w 1919. Zakończenie wojny i redukcja budżetu amerykańskiej armii spowodowały, że konstrukcja Garanda nie weszła do uzbrojenia, ale po zakończeniu prac Garand został zatrudniony jako konsultant w rządowym Springfield Armory z którą związał się na 34 lata. Opracował w firmie karabiny m.in. T 1920, Model 1921, Model 1924, Garand wz. 28 oraz Garand M1, na którego bazie opracowano karabinek Garand M2 i Garand M3.
Garand dostał zadanie zaprojektowania samopowtarzalnego karabinu dla piechoty. Po kilku wstępnych projektach i dopracowywaniu szczegółów rozciągniętym na ponad 15 lat powstał karabin M1 Garand, opatentowany w 1934 i wdrożony do masowej produkcji w 1936.
Za swoją pracę Garand otrzymał Medal for Meritorious Service w 1941 oraz Medal for Merit w 1944. Odrzucono w Kongresie wniosek o wypłatę Garandowi 100 tys. dolarów w dowód uznania. Garand pozostał na swoim stanowisku do emerytury (1953). Zmarł w Springfield.